# Stroopwafel
 (mars 2018).
Si vous disposez d'ouvrages ou d'articles de référence ou si vous connaissez des sites web de qualité traitant du thème abordé ici, merci de compléter l'article en donnant les références utiles à sa vérifiabilité et en les liant à la section « Notes et références ».

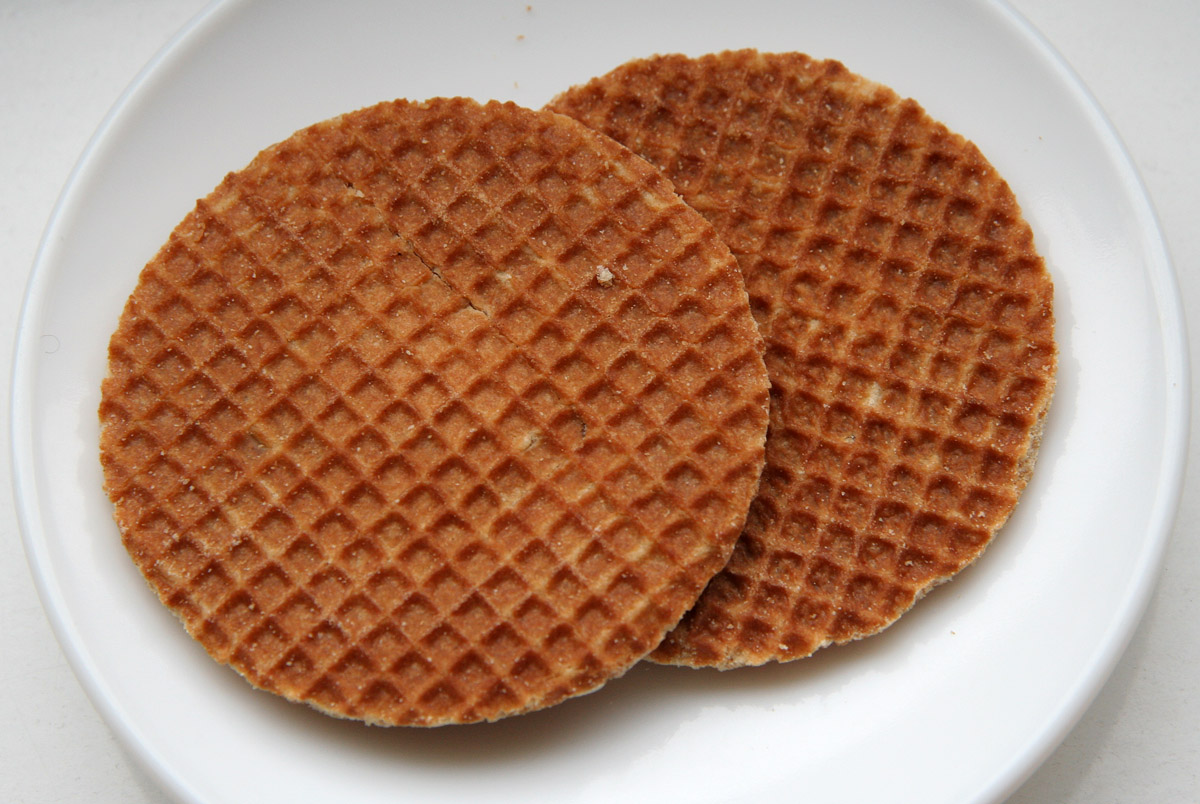
Stroopwafels.

La gaufre néerlandaise ou stroopwafel est une pâtisserie originaire des Pays-Bas. Signifiant littéralement « gaufre au sirop » en néerlandais, la stroopwafel est composée de deux morceaux de gaufre fourrées au sirop de caramel. L'ensemble est circulaire, faisant dans les 6 à 8 centimètres de diamètre et environ quatre millimètres d'épaisseur.
Les stroopwafels sont une spécialité originaire de Gouda, où elles auraient été inventées en 1784, quand un boulanger de la ville aurait rassemblé des miettes et autres restes d'épices afin de les noyer dans un sirop de caramel, pour ensuite les fourrer dans une gaufre coupée en deux. Dans leur ville d'origine, on vend les stroopwafels fraîches sur le marché ou dans des boutiques.

## Confection
Un morceau de pâte rond (en boule) est cuit dans un moule à gaufres pendant quelques minutes. La gaufre ainsi obtenue est coupée en deux dans le sens de l'épaisseur et fourrée avec du sirop de caramel à l'aide d'une palette. La stroopwafel ainsi confectionnée est servie chaude dans un entonnoir de papier.
La stroopwafel est également très populaire en Belgique sur les champs de foires, kermesses, mais particulièrement en Flandres et en province de Liège (foire d'octobre). Servie chaude, elle est connue en Wallonie sous le nom de « lacquemant » (lackmans).

## Galerie

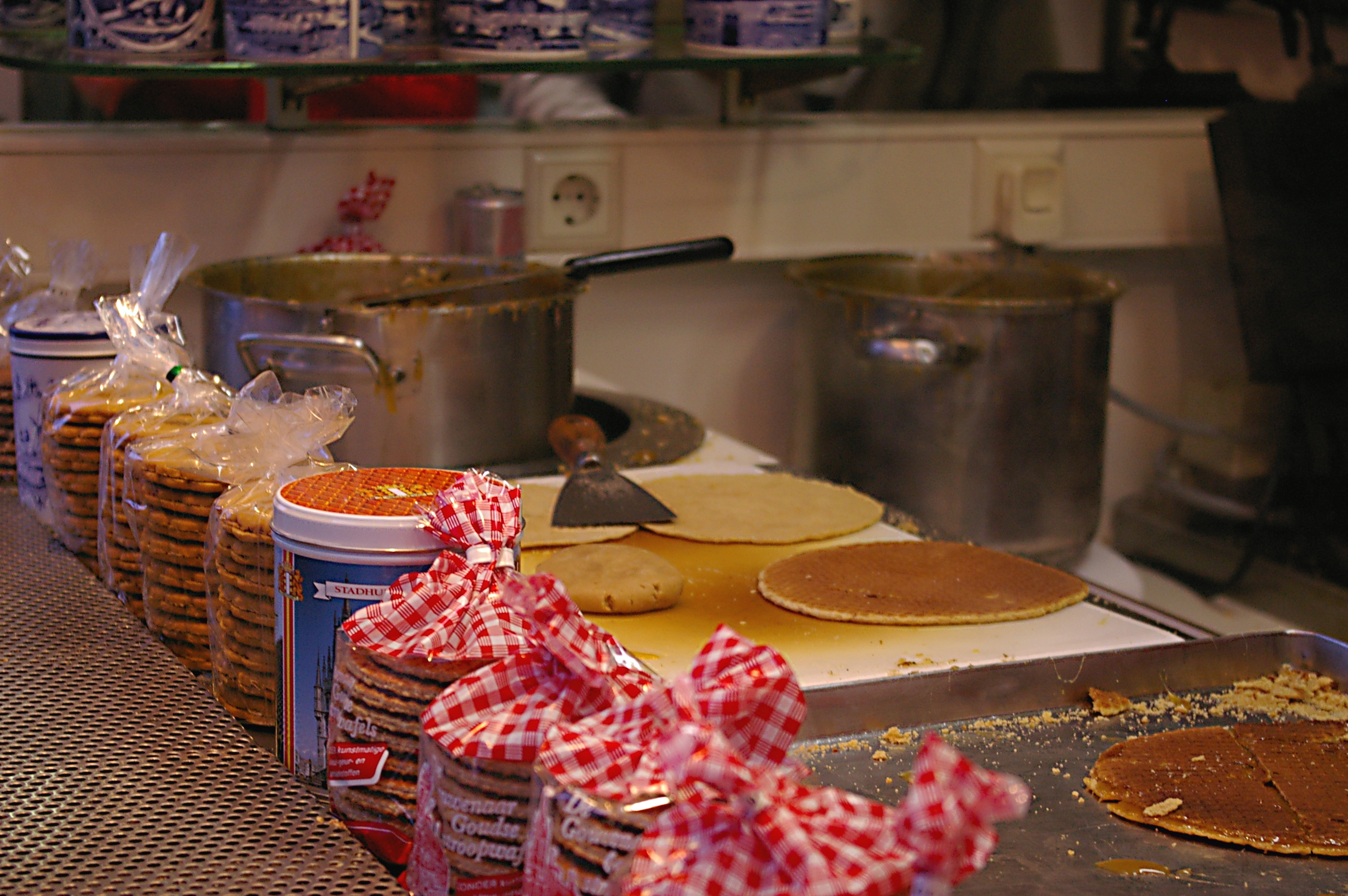
Un stand vendant des stroopwafels frais à Gouda aux Pays-Bas, avec la casserole de sirop en cuisson.
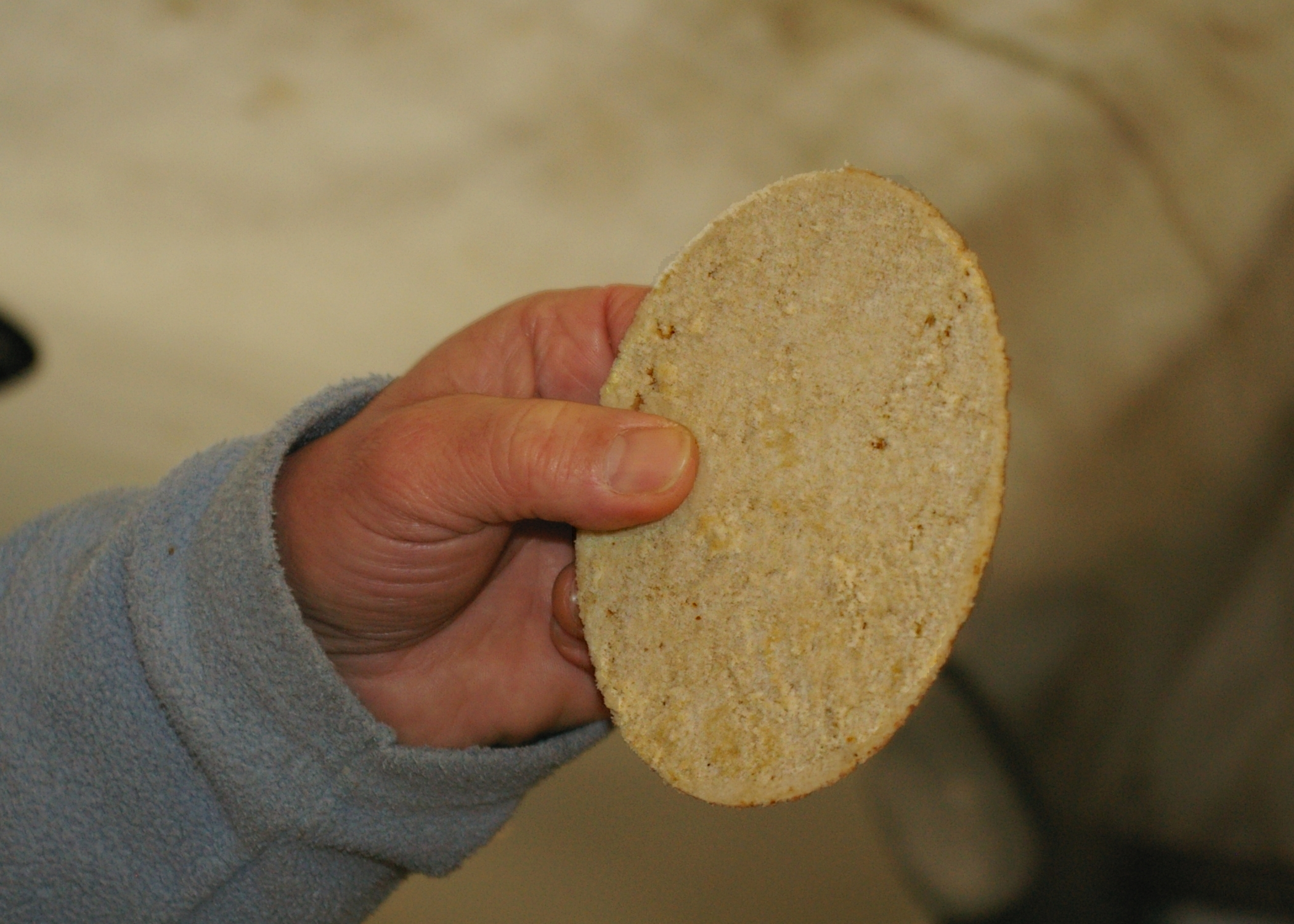
L'intérieur d'un morceau de la gaufre utilisée pour la confection du stroopwafel.